# Dark Light
 (octobre 2017).
Albums de HIM
Love Metal
(2003) Venus Doom
(2007)
Compilations par HIM
And Love Said No: The Greatest Hits 1997–2004
(2004) Uneasy Listening Vol.1
(2006)
Singles
1. Wings of a Butterfly
Sortie : 2 août 2005
2. Vampire Heart
Sortie : Novembre 2005
3. Killing Loneliness
Sortie : 24 février 2006

Dark Light est le cinquième album studio du groupe de rock gothique finlandais HIM (le 6e à leur actif). Sorti en 2005, il est leur premier opus dans leur nouvelle maison de disques Warner, sous le label Sire Records.

## Présentation
Sorti le 26 septembre 2005, HIM commence l'enregistrement de l'album en mars 2005 au Paramour Estate (en) à Los Angeles, en Californie, avec le producteur Tim Palmer qui a également mixé leur précédent album Love Metal.
Dark Light est la première production du groupe avec Sire Records, avec laquelle il a signé en septembre 2004. En Finlande, cependant, l'album paraît sous le label du groupe, "Heartagram".
Trois singles sont édités dont deux sont aussi réalisés en vidéos, Wings of a Butterfly et Killing Loneliness où, dans ce dernier, la chanteuse Kat Von D fait une apparition.
Pendant la tournée mondiale de promotion de l'album, HIM fait ses débuts en live dans plusieurs pays dont le Japon et l'Australie.

### Classements et certifications
Dark Light est classé dans quinze pays, atteignant la 1re place en Finlande où il reçoit la certification disque de platine (pour plus de 38 000 exemplaires vendus).
Il obtient également la certification or en Allemagne, au Royaume-Uni et aux États-Unis, faisant de HIM le premier artiste finlandais à recevoir un disque d'or aux États-Unis.
En Finlande, Wings of a Butterfly atteint le sommet des classements et Killing Loneliness la 2e position.
Aux États-Unis, le 18 octobre 2005, l'album est également classé 18e du Billboard 200 et Wings of a Butterfly prend la 20e place du Mainstream Rock Songs en janvier 2006.

### Réception et distinctions
L'album reçoit des critiques plutôt positives, avec beaucoup d'éloges sur l'écriture et la performance du groupe.
Wings of a Butterfly reçoit le prix « Chanson de l'année » aux Emma Awards 2005 et est récompensé aux BMI Pop Awards, décerné par Broadcast Music en 2007.

### Artwork
La pochette de cet album, pour l'édition standard, représente une tour ornée d'un heartagram (combinaison d’un cœur et d’un pentagramme, identité visuelle du groupe) au centre et le nom du groupe au sommet et, pour l'édition limitée, c'est une boite en métal ornée du heartagram blanc avec inscrit, au centre, le nom du groupe ainsi que le nom de l'album Dark Light.

## Liste des titres
Toutes les chansons sont écrites et composées par Ville Valo.
| 1.    | Vampire Heart                    | 4:46 |
| 2.    | Rip Out the Wings of a Butterfly | 3:30 |
| 3.    | Under the Rose                   | 4:50 |
| 4.    | Killing Loneliness               | 4:29 |
| 5.    | Dark Light                       | 4:31 |
| 6.    | Behind the Crimson Door          | 4:37 |
| 7.    | The Face of God                  | 4:36 |
| 8.    | Drunk on Shadows                 | 3:49 |
| 9.    | Play Dead                        | 4:36 |
| 10.   | In the Nightside of Eden         | 5:40 |
| 45:24 |                                  |      |

| Titre bonus - Édition "Digibook" (Sire Records, 2005) | Titre bonus - Édition "Digibook" (Sire Records, 2005) | Titre bonus - Édition "Digibook" (Sire Records, 2005) | Titre bonus - Édition "Digibook" (Sire Records, 2005) | Titre bonus - Édition "Digibook" (Sire Records, 2005) | Titre bonus - Édition "Digibook" (Sire Records, 2005) | Titre bonus - Édition "Digibook" (Sire Records, 2005) | Titre bonus - Édition "Digibook" (Sire Records, 2005) | Titre bonus - Édition "Digibook" (Sire Records, 2005) | Titre bonus - Édition "Digibook" (Sire Records, 2005) |
| No                                                    | Titre                                                 | Durée                                                 |                                                       |                                                       |                                                       |                                                       |                                                       |                                                       |                                                       |
| ----------------------------------------------------- | ----------------------------------------------------- | ----------------------------------------------------- | ----------------------------------------------------- | ----------------------------------------------------- | ----------------------------------------------------- | ----------------------------------------------------- | ----------------------------------------------------- | ----------------------------------------------------- | ----------------------------------------------------- |
| 11.                                                   | The Cage                                              | 4:18                                                  |                                                       |                                                       |                                                       |                                                       |                                                       |                                                       |                                                       |
| 49:43                                                 |                                                       |                                                       |                                                       |                                                       |                                                       |                                                       |                                                       |                                                       |                                                       |

| Titre bonus - Édition "Box Version" Japon (Sire Records, 26 octobre 2005) | Titre bonus - Édition "Box Version" Japon (Sire Records, 26 octobre 2005) | Titre bonus - Édition "Box Version" Japon (Sire Records, 26 octobre 2005) | Titre bonus - Édition "Box Version" Japon (Sire Records, 26 octobre 2005) | Titre bonus - Édition "Box Version" Japon (Sire Records, 26 octobre 2005) | Titre bonus - Édition "Box Version" Japon (Sire Records, 26 octobre 2005) | Titre bonus - Édition "Box Version" Japon (Sire Records, 26 octobre 2005) | Titre bonus - Édition "Box Version" Japon (Sire Records, 26 octobre 2005) | Titre bonus - Édition "Box Version" Japon (Sire Records, 26 octobre 2005) | Titre bonus - Édition "Box Version" Japon (Sire Records, 26 octobre 2005) |
| No                                                                        | Titre                                                                     | Durée                                                                     |                                                                           |                                                                           |                                                                           |                                                                           |                                                                           |                                                                           |                                                                           |
| ------------------------------------------------------------------------- | ------------------------------------------------------------------------- | ------------------------------------------------------------------------- | ------------------------------------------------------------------------- | ------------------------------------------------------------------------- | ------------------------------------------------------------------------- | ------------------------------------------------------------------------- | ------------------------------------------------------------------------- | ------------------------------------------------------------------------- | ------------------------------------------------------------------------- |
| 11.                                                                       | Poison Heart                                                              | 3:44                                                                      |                                                                           |                                                                           |                                                                           |                                                                           |                                                                           |                                                                           |                                                                           |
| 49:08                                                                     |                                                                           |                                                                           |                                                                           |                                                                           |                                                                           |                                                                           |                                                                           |                                                                           |                                                                           |

| Titres bonus - Édition Box set "Heartagram Internet Limited Edition" (Sire Records, 27 septembre 2005) | Titres bonus - Édition Box set "Heartagram Internet Limited Edition" (Sire Records, 27 septembre 2005) | Titres bonus - Édition Box set "Heartagram Internet Limited Edition" (Sire Records, 27 septembre 2005) | Titres bonus - Édition Box set "Heartagram Internet Limited Edition" (Sire Records, 27 septembre 2005) | Titres bonus - Édition Box set "Heartagram Internet Limited Edition" (Sire Records, 27 septembre 2005) | Titres bonus - Édition Box set "Heartagram Internet Limited Edition" (Sire Records, 27 septembre 2005) | Titres bonus - Édition Box set "Heartagram Internet Limited Edition" (Sire Records, 27 septembre 2005) | Titres bonus - Édition Box set "Heartagram Internet Limited Edition" (Sire Records, 27 septembre 2005) | Titres bonus - Édition Box set "Heartagram Internet Limited Edition" (Sire Records, 27 septembre 2005) | Titres bonus - Édition Box set "Heartagram Internet Limited Edition" (Sire Records, 27 septembre 2005) |
| No | Titre                                                                                                  | Durée                                                                                                  | | | | | | | |
| --- | --- | --- | --- | --- | --- | --- | --- | --- | --- |
| 11. | Venus (In Our Blood)                                                                                   | 4:33                                                                                                   | | | | | | | |
| 12. | The Cage                                                                                               | 4:18                                                                                                   | | | | | | | |
| 54:16                                                                                                  | | | | | | | | | |

Notes
- Coffret en édition limitée à 20 000 exemplaires vendu exclusivement sur le site web du groupe lors de la sortie officielle de l'album Dark Light, en 2005.
- Emballé dans un boîtier en métal étamé qui contient, en plus de l'album, un certificat d'authenticité signé par les quatre membres du groupe, un stylo marqué "Heartagram" dans une pochette en velours et un livret avec des textes manuscrits.

| Titres bonus de l'édition 2 × vinyle LP | Titres bonus de l'édition 2 × vinyle LP | Titres bonus de l'édition 2 × vinyle LP | Titres bonus de l'édition 2 × vinyle LP | Titres bonus de l'édition 2 × vinyle LP | Titres bonus de l'édition 2 × vinyle LP | Titres bonus de l'édition 2 × vinyle LP | Titres bonus de l'édition 2 × vinyle LP | Titres bonus de l'édition 2 × vinyle LP | Titres bonus de l'édition 2 × vinyle LP |
| No                                      | Titre                                   | Durée                                   |                                         |                                         |                                         |                                         |                                         |                                         |                                         |
| --------------------------------------- | --------------------------------------- | --------------------------------------- | --------------------------------------- | --------------------------------------- | --------------------------------------- | --------------------------------------- | --------------------------------------- | --------------------------------------- | --------------------------------------- |
| D1.                                     | Venus (In Our Blood)                    | 4:33                                    |                                         |                                         |                                         |                                         |                                         |                                         |                                         |
| D2.                                     | The Cage                                | 4:18                                    |                                         |                                         |                                         |                                         |                                         |                                         |                                         |
| D3.                                     | Poison Heart                            | 3:44                                    |                                         |                                         |                                         |                                         |                                         |                                         |                                         |
| 58:00                                   |                                         |                                         |                                         |                                         |                                         |                                         |                                         |                                         |                                         |

## Crédits
| - Ville Valo : basse - Migé "Mige" Amour : basse - Linde Lindström : guitare solo - Emerson Burton : claviers - Gas Lipstick : batterie | - Production, Mixage : Tim Palmer - Mixage (assistant) : Steef Van De Gevel - Direction artistique : Ellen Wakayama, Matt Taylor, Ville Valo - Mastering : Stephen Marcussen - Enregistrement : Mark O'Donoughue assisté de Dave Starr - Design : Sonny Gerasimowicz, Matt Taylor - Photographie : Ralf Strathmann - A&R : Michael Goldstone |